# Adolfo Rosado González
Adolfo Rosado González (Caracas, Venezuela; 1934-2005) fue un escritor venezolano.

## Biografía
Sus padres fueron Rodrigo Rosado y Amanda González. Estudió en el Colegio San Agustín de Caracas y se graduó del mismo con honores. Desde muy pequeño mostró gran interés en la literatura y la escritura.Obtuvo su bachillerato en derechos en la Universidad Central de Venezuela y más tarde su maestría y doctorado en ciencias políticas.  A sus 33 años decide recopilar varios de sus poemas y crear nuevos para publicarlos en un poemario. Fue profesor de literatura en la Universidad Central de Venezuela durante 17 años. A raíz de su retiro se dedicó a escribir ensayos, poemas y novelas. Tuvo una columna de opinión y escribía reportajes para el periódico El Nacional de Venezuela. Sus escritos estaban inspirados en la problemática política-social y cultural de Venezuela y Latinoamérica.  Entre sus escritos se encuentran: Vino Viejo, Rio Perpetuo y Un Nuevo Despertar. Adolfo Rosado muere a los 71 años de edad para el año 2005 debido a un infarto cardiaco.
- Datos: Q5399260